# Sitio de Namur (54 a. C.)
El sitito de Namur, del año 54 a. C., fue una de las batallas de la guerra de las Galias.

## Antecedentes
Después de su segunda campaña en Britania, y recibidos los rehenes británicos, Julio César volvió a la Galia, donde, después de asistir a una reunión de los galos en Samarobriva, envió a sus legiones a los cuarteles de invierno. Aunque no había conseguido ninguna nueva conquista territorial en Gran Bretaña, tuvo éxito en aterrorizar a la gente, suficiente para tejer una red clientelar para llevarla bajo la influencia de Roma, y obtener la gloria por haber cruzado con sus legiones el mar del Norte. Estas relaciones comerciales y diplomáticas allanaron el camino para la conquista romana de Gran Bretaña en el 43.
Una legión, asignada a Cayo Fabio fue enviada contra los mórinos, otra, adscrita a Quinto Tulio Cicerón, contra los nervios, otra adscrita a Lucio Roscio Fabato contra los esuvios, otra con Tito Labieno contra los remos, tres legiones contra los belgas, comandadas por Marco Licinio Craso, Lucio Munacio Planco y Gayo Trebonio, y a las tierras de los eburones la legión de la Galia Cisalpina, con cinco cohortes, asignada a Quinto Titurio Sabino y Lucio Aurunculeyo Cota. César volvió a Italia cuando supo que las legiones se dirigían a los lugares designados.
Tras la victoria de los eburones en la batalla de Aduatuca (54 a. C.), en la que murieron Lucio Aurunculeyo Cota y Quinto Titurio Sabino y la Legio XIV Gemina fue destruida, Ambiórix consiguió el apoyo de los aduáticos, nervios y numerosas naciones más pequeñas como ceutrones, grudos, levacos, pleumoxios y geidunni, para cercar el campamento de Quinto Tulio Cicerón y su legión en el oppidum de Namur.

## El sitio

Mapa de la guerra de las Galias.

Los galos aplicaron técnicas y herramientas similares a las de los romanos, aprendidas de prisioneros y desertores. Ambiórix intentó convencer a Quinto Tulio Cicerón de que abandonara el campamento con la promesa de proteger su retirada, pero no cayó en la trampa del jefe de los eburones y consiguió resistir con enormes esfuerzos y muchas víctimas un par de semanas hasta la llegada de Julio César, que había sido avisado gracias a un noble nervio, que había buscado refugio en el comienzo del asedio y con gran lealtad entregó una carta a César.
César salió de Samarobriva con gran rapidez al frente de dos legiones, tras reunirse con Cayo Fabio y Marco Licinio Craso.
Una vez cerca del campamento de Cicerón, unos sesenta mil galos se dirigieron contra César, que construyó un campamento con gran rapidez, venciendo y persiguiendo a los atacantes, y consiguiendo levantar el asedio sobre el campamento de Cicerón.

## Consecuencias

Un mapa de la Galia donde pueden apreciarse todas las tribus y ciudades mencionadas en la guerra de las Galias.

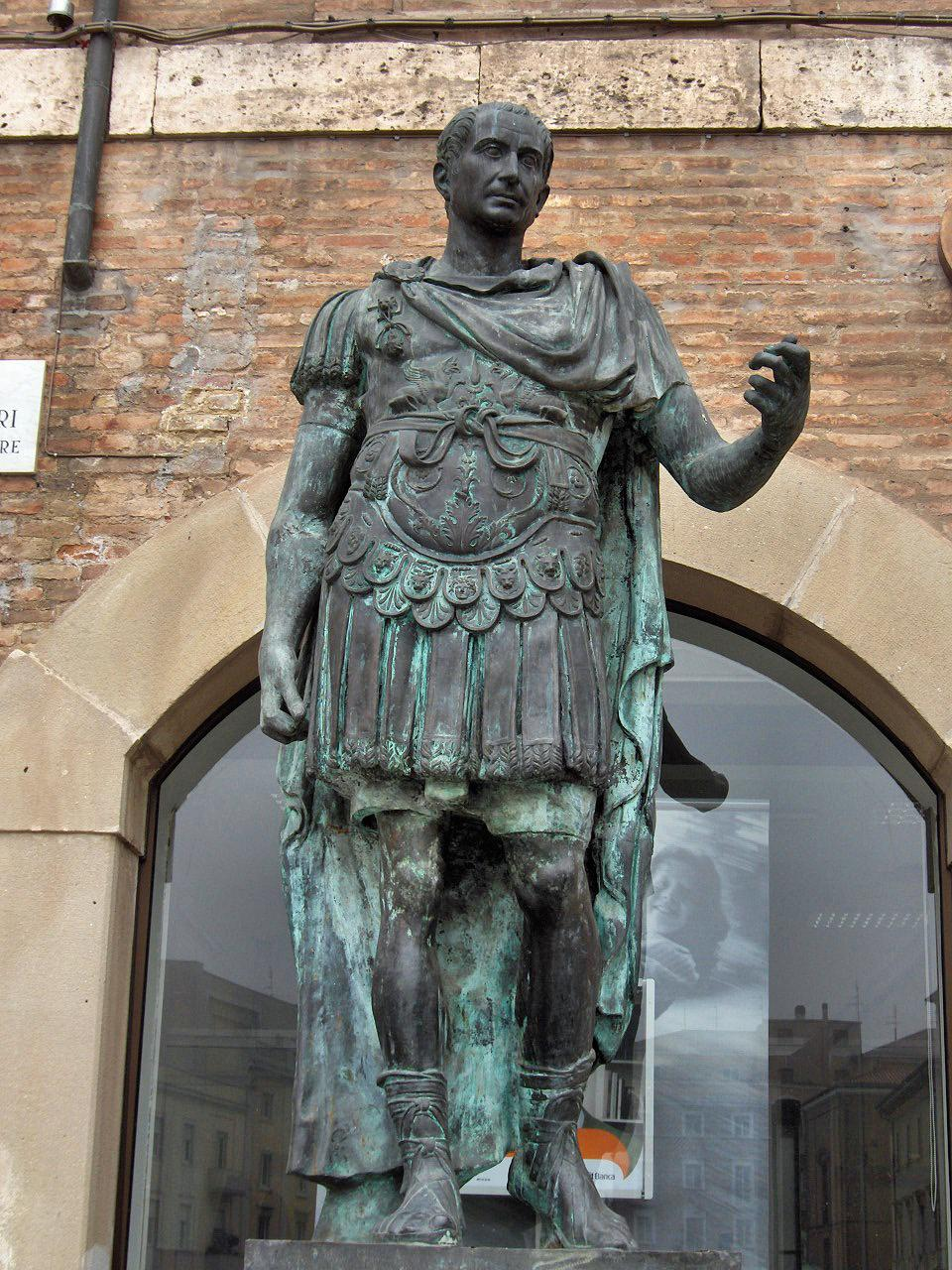
Estatua de bronce de César, en Rímini.

Antes del final del invierno, Induciomaro, caudillo de los tréveros atacó a los romanos que permanecían en su territorio y luego se dirigió contra Tito Labieno, que había acampado en la frontera con los remos, pero al conocer la victoria de Julio César sobre los nervios en el sitio de Namur, se retiró a su propio territorio donde reunió más tropas, marchando otra vez contra Labieno al que sitió a su cuartel de Lavacherie, rodeando su campamento; una salida repentina de Labieno le sorprendió, y sus fuerzas fueron puestas en retirada, muriendo él mismo en la retirada, al cruzar un río.
Después de estos acontecimientos, César decidió pasar el invierno con tres legiones en Samarobriva. Acabado el invierno, recuperó la iniciativa e inició una campaña de castigo en el norte de la Galia, para evitar un levantamiento general.

### Citas
1. ↑  Julio César, De bello gallico V, 23-24.
2. 1 2  Horst, Eberhard. Giulio Cesare (en italiano). pp. 174-175.
3. ↑  Tácito, De vita et moribus Iulii Agricolae, 13.
4. ↑  Julio César, De bello gallico V, 24-25.
5. ↑  Julio César, De bello gallico V, 38-45.
6. ↑  Froude, James Anthony (2004). Caesar a Sketch (en inglés). Kessinger Publishing. p. 200.
7. ↑  Julio César, De bello gallico V, 54-56.
8. ↑  Julio César, De bello gallico V, 46-53.